# Massacre du convoi pour l'hôpital du mont Scopus
Le massacre du convoi pour l'hôpital Hadassah du mont Scopus s'est déroulé le 13 avril 1948 quand un convoi blindé escorté par des troupes de la Haganah qui amenait du personnel médical à l'hôpital Hadassah sur le mont Scopus et qui y apportait des fournitures médicales et militaires, fut pris dans une embuscade au passage dans le quartier arabe de Cheikh Jarrah, par des attaquants arabes.
Soixante dix-huit personnes juives (médecins, infirmières, étudiants, patients, professeurs et soldats de la Haganah) et un soldat britannique furent tués au cours de l'embuscade. Parmi les tués, 47 n'ont pu être formellement identifiés, brûlés au-delà de toute possibilité d'identification et furent enterrés dans une tombe commune au cimetière Sanhédriah.
L'Agence juive demanda alors  à la Croix-Rouge d'intervenir dans ce qu'elle décrit comme une violation grossière des lois humanitaires internationales et demandant que des actions soient entreprises contre cette violation des conventions de Genève. Les Arabes interrogés déclarèrent que le convoi avait des caractéristiques militaires, que tous les membres du convoi avaient combattu et qu'il était impossible de distinguer les combattants des civils. Une enquête fut menée et un accord fut trouvé, après cette tuerie, pour séparer les convois militaires et les convois humanitaires.

## Blocus du mont Scopus
En 1948, à la suite du plan de partage de la Palestine adopté par l'Organisation des Nations unies à la suite de la résolution n°181 votée le 29 novembre 1947 par 33 pays sur un total de 56, des troupes arabes bloquent l'accès à l'hôpital Hadassah et à l'université hébraïque de Jérusalem situés sur le mont Scopus. Le seul accès possible est une route étroite de deux kilomètres et demi de long qui traversait le quartier arabe de Sheikh Jarrah où les Arabes avaient placé des mines qui pouvaient être déclenchées à distance. La zone qui aboutissait à l'hôpital Hadassah avait une grande importance stratégique puisqu'elle permettait de surveiller l'arrière des lignes arabes.
Le 2 mars, un standardiste de l'hôpital Hadassah de Jérusalem reçoit un appel téléphonique d'un correspondant arabe qui l'avertit que l'hôpital sauterait dans les 90 minutes. Rien ne se produit ce jour-là mais l'intention des Arabes est bien affichée,.
Lors d'une conférence de presse, le 17 mars, le chef des forces arabes de Jérusalem, Abd al-Kader al-Husseini avertit que l'hôpital Hadassah et l'Université hébraïque devaient être capturés ou détruits. Il déclare : « Puisque les Juifs nous ont attaqués et font sauter des maisons abritant des femmes et des enfants à partir d'une base située dans l'hôpital Hadassah et dans l'Université hébraïque, j'ai ordonné de les occuper ou même de les démolir »,. Abd al-Kader al-Husseini est par la suite tué le 8 avril par Meir Carmiel, ouvrier mobilisé par la Haganah au sein de l'hôpital Hadassah. Selon Marlin Levin, cela aussi influença la décision d'attaquer le convoi. C'est par esprit de revanche de cet assassinat et de représailles pour le massacre de Deir Yassin pratiqué par l'Irgoun et le Lehi 5 jours plus tôt, le 9 avril que deux lieutenants de Husseini, Mohammed Abdel Najar et Adil Abd Latif entreprirent l'assaut.
Les tirs de francs-tireurs arabes contre les véhicules roulant sur la route d'accès qui est minée  deviennent alors courants. Le secrétaire britannique aux Colonies, Arthur Creech-Jones, et le haut-commissaire britannique en Palestine, Alan Cunningham, assurent que les convois de secours seront protégés par des militaires ou des policiers  britanniques . La Croix rouge internationale et le Croissant rouge proposent  de mettre le mont Scopus sous leur pavillon à condition que la zone soit démilitarisée mais la direction de l'hôpital Hadassah rejette cette proposition bien qu'un plan d'évacuation soit préparé si les autorités britanniques ne pouvaient garantir le passage quotidien de trois convois. Si cela ne pouvait être fait, la seule autre solution était d'accepter l'offre de la Croix-rouge. Les 100 000 Juifs de Jérusalem dépendaient des services de l'hôpital Hadassah, où que celui-ci soit situé. Son directeur, le docteur Chaïm Yassky, avait trouvé un site acceptable pour l'hôpital à Jérusalem et se préparait à l'y transférer.
Quand la nourriture et les autres fournitures commencent à se faire rare, un important convoi de personnel (médical et para-médical) et de fournitures accompagnés de personnels de la Haganah est préparé vers l'hôpital assiégé. Le convoi est signalé d'un « bouclier rouge » (étoile de David rouge) qui devrait garantir sa neutralité : « Ce convoi était muni d'emblèmes du Bouclier Rouge et devait donc être considéré comme neutre ». Le commandement militaire britannique de Jérusalem garantit aux Juifs que la route serait sûre. En mars, une trêve tacite avait été mise en place et le passage des convois s'était déroulé sans incident sérieux. Le 11 avril, le commandant britannique de Jérusalem assure aux représentants juifs encore que la route sera sûre mais ajoute qu'après le massacre de Deir Yassin, la tension est grande. Selon Henry Laurens, un officier australien renseigne les combattants arabes du quartier au travers duquel le convoi doit passer en ajoutant que les hommes de la Haganah ont la mission d'utiliser l'enclave pour attaquer les quartiers arabes et de couper la route de Ramallah. Agissant selon cette information, les Arabes préparent l'embuscade.

## L'attaque

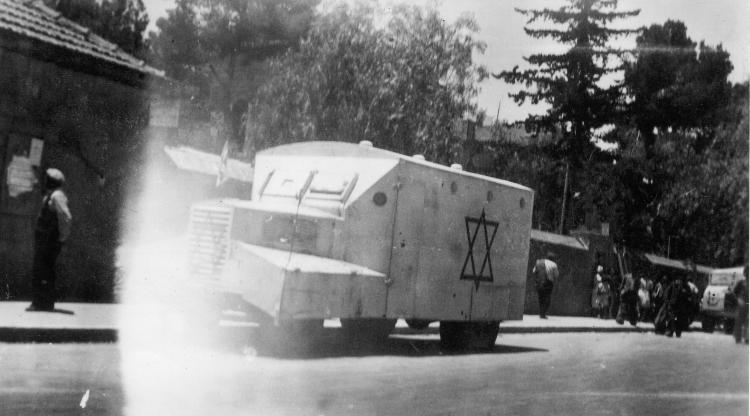
Une ambulance se préparant à rejoindre le convoi vers le mont Scopus, 13 avril 1948.

Le 13 avril, le convoi part pour l'hôpital à 9 heures 30. Il comprend 10 véhicules dont deux ambulances, trois bus amenant du personnel hospitalier, trois camions de logistique escortés par deux véhicules blindés de la Haganah,,. Il y a 105 passagers. Le convoi est commandé par le lieutenant de la Haganah de Jérusalem Asher Rahav, qui se tient à la tête du convoi dans un camion blindé Ford, suivi des deux ambulances puis des bus et des trois camions de logistique puis un autre véhicule blindé d'escorte fermait le convoi. Le quartier de Sheikh Jarrah était la position idéale pour une embuscade dans une petite partie de la route entre le virage de Nashashibi et la maison Antonius, où une petite unité de douze hommes appartenant à l'infanterie britannique était stationnée, munie d'une mitrailleuse lourde et de bazookas,. Cette unité se tenait à 200 mètres environ du site de l'embuscade. L'inspecteur de police britannique Robert J.Webb, chef du poste de police de Mea Shearim, parcourait habituellement la route avant le passage du convoi pour vérifier qu'elle était sûre. Ce jour-là, il confirme au téléphone que la route est sûre mais ne fait pas son excursion habituelle au virage de Nashashibi où il aurait pu vérifier que le passage était effectivement sûr.
Le lieutenant de la Haganah Asher Rahav remarque plusieurs choses curieuses le long de la route : un trafic automobile restreint, des boutiques fermées et des Arabes en uniforme irakien portant des bandoulières. Vers 9 heures 45, une mine explose par déclenchement électrique un mètre cinquante devant le camion Ford où il se trouve, qui transportait l'escorte du convoi, composée de 12 soldats et membres de la Haganah. Le camion bascule alors dans un fossé. Au même moment, le convoi est pris sous un feu soutenu venant des forces arabes. Cinq véhicules arrivent à faire demi-tour et à retourner à leur base, alors que l'escorte arrière de la Haganah fait demi-tour et retourne à Jérusalem, sans participer aux combats. L'unité d'Abdel Najar responsable de l'embuscade se montait à 40 hommes environ et fut plus tard rejointe par des hommes commandés par Mohammed Gharbieh et beaucoup d'autres combattants avertis de la bataille.
Les forces britanniques et le Palmach sont lents à venir en aide au convoi. L'officier de liaison de la Haganah avec l'armée britannique demande l'autorisation d'envoyer une force de secours de la Haganah, ce qui lui est interdit car cela pourrait interférer avec une négociation pour un cessez-le-feu. La raison pour laquelle les forces britanniques de la zone n'interviennent pas initialement est, selon le professeur israélien Meron Benvenisti, qu'il faut « laisser les Arabes prendre leur revanche de Deir Yassin, de façon à calmer quelque peu la rage du monde arabe ». Marlin Levin suggère que les Arabes croyaient avoir l'assurance que leur opération ne serait pas interrompue tant qu'ils ne s'attaqueraient pas à des unités britanniques. Le major Jack Churchill est un des premiers hommes à être sur les lieux. Il arrive à 11 heures 15 et offre d'évacuer des membres du convoi dans un véhicule blindé britannique. Cela est refusé car les Juifs pensent que la Haganah va organiser une opération de secours. Quand il apparaît que ce secours n'arrive pas, Churchill et ses 12 hommes fournissent la couverture de tir qu'ils peuvent contre plus d'une centaine d'Arabes,,. L'unité de l'armée britannique essaye de négocier une trêve entre 11 heures 15 et midi. Peu après 13 heures, deux véhicules blindés britanniques, l'un occupé par le commandant des troupes britanniques de Palestine, le général Gordon Holmes MacMillan (en), approchent de la zone en venant de la route de Naplouse. Leurs occupants observent les échanges de tirs mais refusent de risquer des vies britanniques en intervenant et préfèrent laisser Juifs et Arabes aller jusqu'au bout de leur combat. Ils quittent les lieux à 14 heures et reviennent à 15 heures mieux armés. Des négociations débutent entre un des chefs arabes de l'embuscade, Adil Latif, deux hommes de la Haganah et un officier britannique. Les Arabes proposent que toutes les armes juives soient remises et que tous les hommes juifs capable de combattre soient faits prisonniers. Les pourparlers sont soudainement arrêtés lorsque Latif est abattu par un tireur isolé.
Autour de 14 heures, le premier bus est incendié peu avant le second, tous les deux étant atteints  par des cocktails Molotov. Seuls deux hommes (un dans chaque bus), Shalom Nissan et Nathan Sandowsky, échappent aux flammes. Ce dernier témoignera que les Britanniques ont refusé d'apporter leur aide malgré les demandes des Juifs. Les Arabes criaient « minshan Deir Yassin » (pour Deir Yassin). Le directeur de l'hôpital et autorité responsable du convoi, le docteur Chaim Yassky, est mortellement touché vers 14 heures 30 par une balle perdue, ayant fait ricochet dans l'ambulance blanche, celle qui avait le meilleur blindage. La Haganah tente une opération de secours en déblayant les véhicules avec une voiture blindée mais échoue. Tout au long de la journée, les Britanniques avaient été priés d'intervenir par la Haganah et les autorités juives, sans résultat. Le général britannique Jones reçoit finalement l'autorisation d'intervenir à 16 heures et atteint l'avant-poste britannique derrière le convoi avec trois voitures blindées. Les Britanniques tirent alors contre les Arabes armés et touchent 15 d'entre eux , tandis que des bazookas étaient aussi utilisés et que des half-tracks étaient envoyés afin de recueillir les survivants,. À 17 heures, les forces britanniques commencent, derrière un écran de fumée, à évacuer les 28 survivants. Un bus avait déjà brulé et l'autre brûlait encore,. Deux militants de l'Irgoun blessés à Deir Yassin faisaient partie des patients transportés dans le convoi.
Après le massacre, le major britannique Jack Churchill dirige l'évacuation des patients et des personnels de l'hôpital, soit environ 700 personnes.

## Victimes

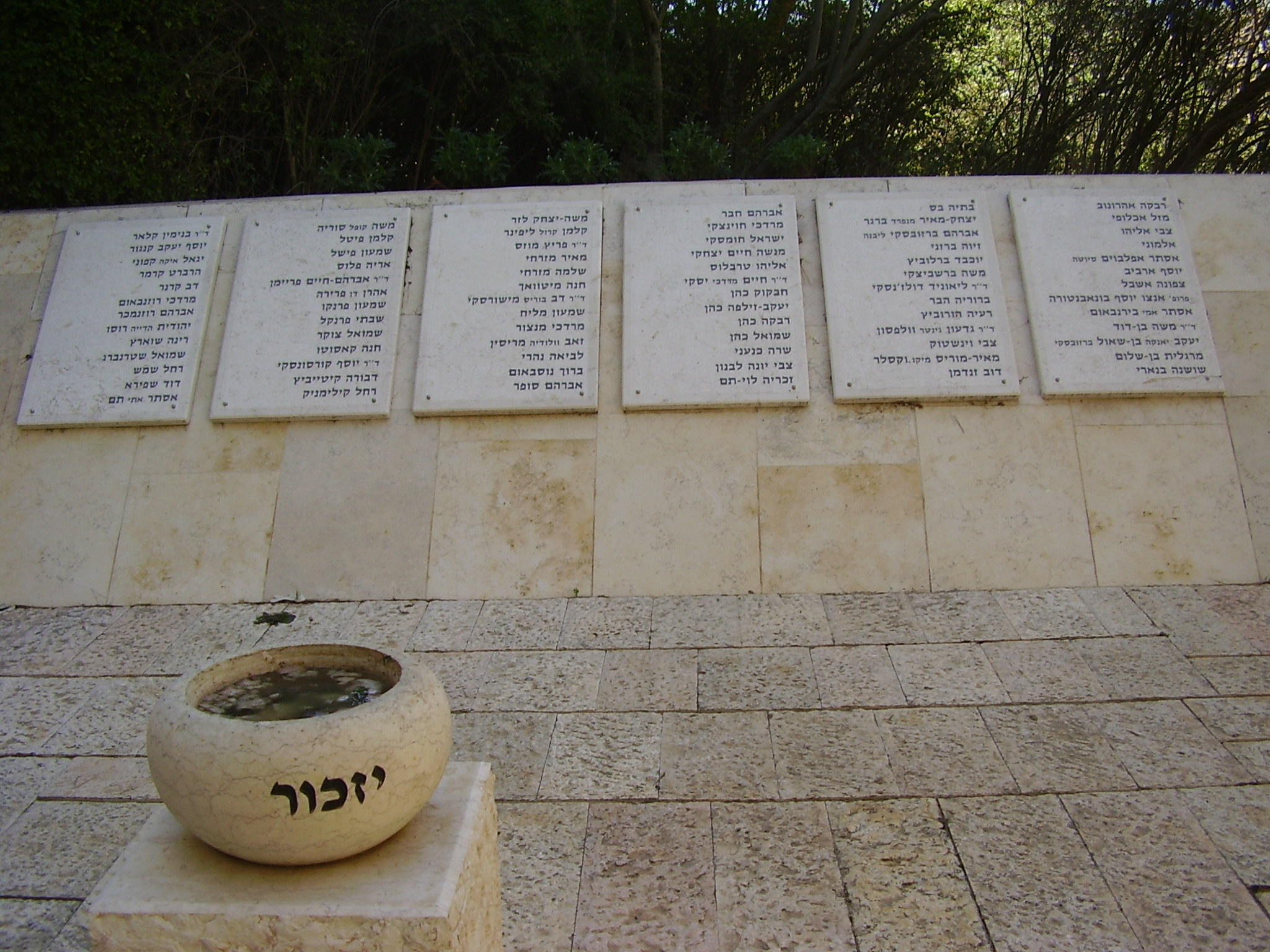
Le mémorial du convoi du mont Scopus à l'hôpital universitaire Hadassah du mont Scopus.

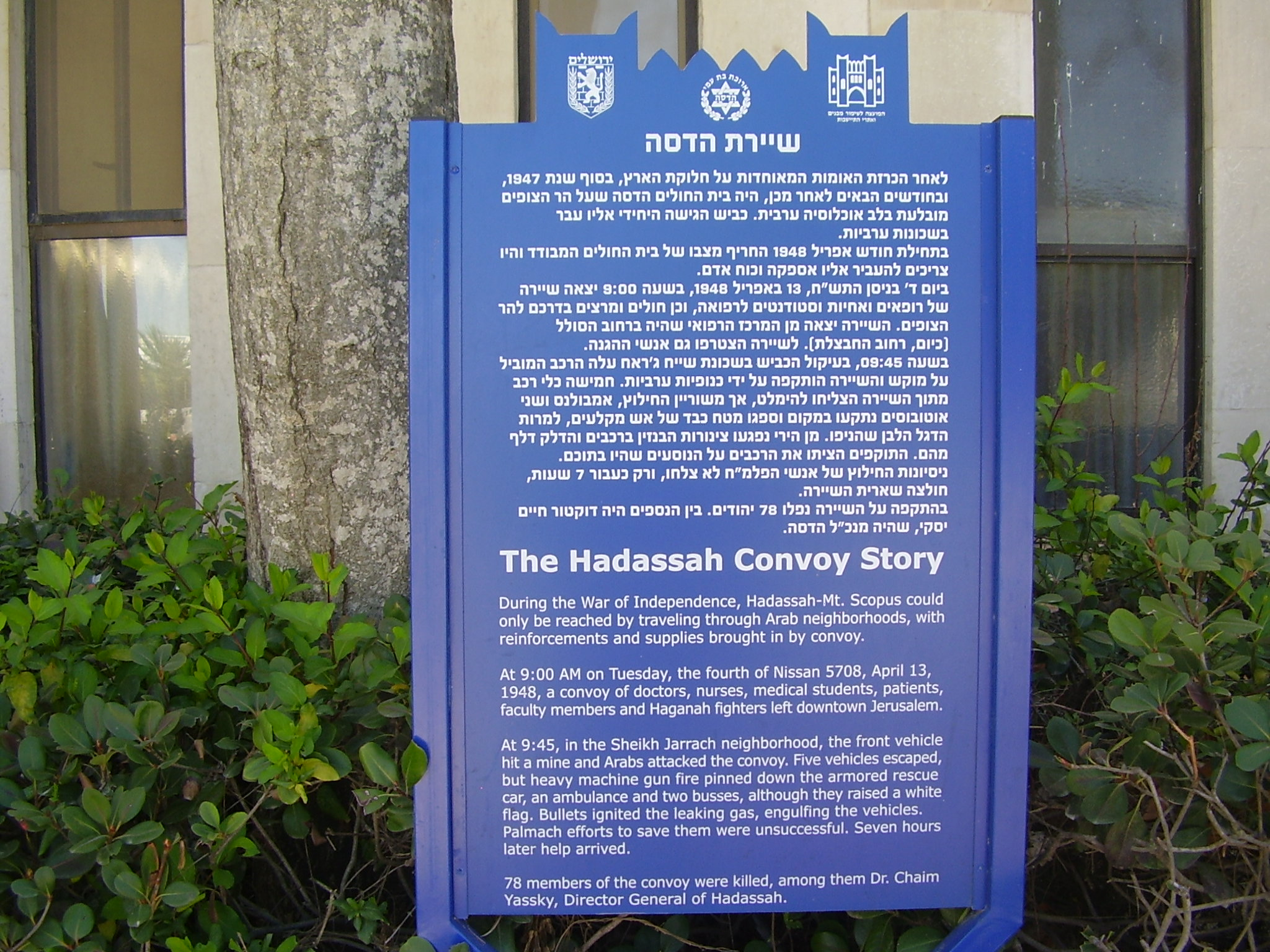
Le récit du convoi du mont Scopus à l'hôpital universitaire Hadassah du mont Scopus.

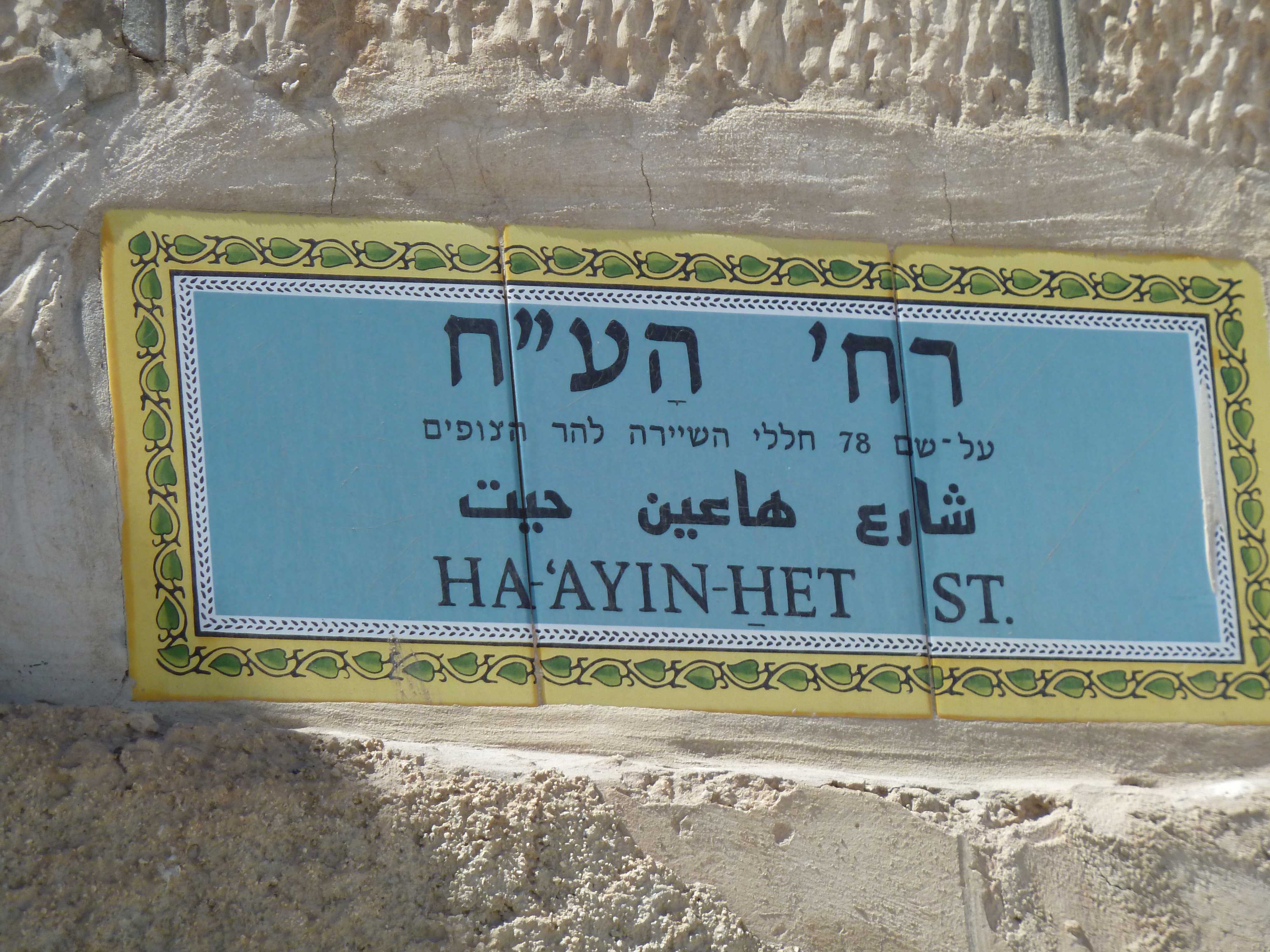
Rue des 78 (Ha Ayin-Het Street), ainsi appelée en la mémoire des 78 victimes du convoi vers le mont Scopus.

Soixante dix-huit Juifs et un soldat britannique sont tués dans l'attaque par balle ou sont brûlés quand leurs véhicules sont incendiés. Vingt-trois des victimes sont des femmes, dont Anna Cassuto, la belle-fille de l'éminent rabbin italien Umberto Cassuto. Elle avait survécu à la déportation aux camps d'Auschwitz et de Theresienstadt. On trouve parmi les victimes le docteur Chaim Yassky, directeur de l'hôpital Hadassah et le docteur Moshe Ben-David, prévu pour être le directeur de la nouvelle école de médecine (qui ouvrit finalement dans les années 1950).
La plupart des corps étaient si brûlés que toute reconnaissance était impossible. 31 victimes qui pouvaient être identifiées furent enterrées individuellement. Les 47 Juifs restants furent enterrés dans une tombe commune au cimetière Sanhédriah. Cependant, au milieu des années 1970, Yehoshua Levanon, le fils d'une des victimes, découvre qu'une commission d'enquête de l'époque du massacre rapporta que seuls 25 corps furent enterrés dans la tombe commune et que 22 corps manquaient. Il lança une enquête sur ces corps manquants et en 1993, il rencontre un des Arabes qui avaient participé à l'embuscade. Ce dernier affirmait que les attaquants avaient enterré des parties de corps humains dans une tombe commune près de la porte des Lions mais, malgré une pétition à la Cour suprême israélienne, cette tombe ne fut jamais ouverte car les officiels doutaient de la véracité de cette information. Un soldat britannique mourut aussi dans l'attaque.

## Enquête
Dès le jour de l'attaque, l'Agence juive demande que la Croix-Rouge intervienne sur ce qu'elle appelle une grave violation par les Arabes des conventions internationales. Une enquête menée parmi les Juifs, les Arabes et les Britanniques suggère que les circonstances sont plus complexes. L'échange de tirs a duré plusieurs heures ce qui montre que le convoi était armé. Les Arabes affirment qu'ils ont attaqué la formation militaire en faisant sauter les voitures blindées. Ils disaient qu'ils avaient été incapables de distinguer entre militaires et civils parce que tous les Juifs, y compris le personnel médical, avaient pris part au combat.
Les Juifs affirment qu'ils avaient le droit de protéger leurs convois médicaux avec des groupes armés. Ils admettent finalement, selon Jacques de Reynier, haut représentant de la Croix Rouge internationale à Jérusalem, qu'ils relevaient leur unité de la Haganah à l'hôpital Hadassah et fournissaient aux troupes qui y stationnaient des munitions, cela avec les mêmes convois que ceux du Magen David Adom. Cette pratique était justifiée, selon eux, parce que le rôle de ces troupes était exclusivement de défendre l'hôpital. Jacques de Reynier réaffirme la position de la Croix-Rouge selon laquelle une unité mobile médicale doit se déplacer sans armes et toujours séparément des unités combattantes. On a le choix entre la protection des armes et celles des conventions de Genève , avec le pavillon de la Croix-Rouge. Jacques de Reynier ajoute également qu'installer des troupes sur une position d'importance stratégique et les ravitailler par des convois  n'avaient rien à voir avec le fonctionnement de l'hôpital.
L'Agence juive était préparée à faire retirer les troupes qui étaient stationnées là et à confier la protection de l'hôpital à la Croix-Rouge mais la Haganah n'accepta pas cette solution et insista pour que les convois vers l'hôpital soient systématiquement sous escorte armée. Jacques de Reynier propose alors de tester si un convoi non armé pouvait vraiment passer. Le lendemain de l'attaque de ce convoi, sans avertir les Arabes, il conduisit une petite colonne de véhicules arborant le pavillon de la Croix-Rouge. Les véhicules qui le suivirent portaient l'insigne du service médical des Juifs de Palestine, créé en 1930, le Magen David Adom. Ils passèrent sans coup de feu et Jacques de Reynier en conclut que c'était la preuve que les Arabes respectent la Croix-Rouge.
Il en résulta que les chefs des deux parties ordonnent que les opérations militaires soient séparées des activités de secours médical et de la Croix-Rouge.

## Fermeture et transfert de l'hôpital
La situation dans l'enceinte du centre hospitalier, également lieu d'enseignement médical, devient difficile et il est décidé d'évacuer l'hôpital début mai, ne laissant que 200 personnels médicaux et para-médicaux employés pour gérer un nombre réduit de 50 lits. L'hôpital est finalement fermé le 27 mai car aucun ravitaillement ne pouvait plus l'atteindre ; toutefois, un petit nombre de médecins, infirmiers et étudiants continuent à y présents. En juillet 1948, un accord est conclu entre Israéliens et Jordaniens, sous le patronage de l'ONU : le mont Scopus devient une zone sous contrôle de l'ONU ; l'hôpital est alors fermé, tout en étant gardé 24 heures sur 24 par un détachement de 84 policiers du jeune État israélien, créé le 14 mai 1948 par David Ben Gourion, président du Yishouv (conseil représentatif des Juifs de Palestine) et futur chef du gouvernement provisoire israélien.
Dans l'accord d'armistice signé à Rhodes entre Israël et la Jordanie, le 3 avril 1949, il est alors précisé que l'hôpital Hadassah au mont Scopus devient une enclave de l'Etat juif et est une zone démilitarisée, bordée par un petit no man's land contenant le cimetière militaire britannique de Jérusalem, créé après la Première guerre mondiale. Le reste du mont Scopus et Jérusalem-Est sont placés sous administration jordanienne dès le 30 mai 1948, à la fin des combats sanglants entre la jeune armée israélienne (en hébreu : TSAHAL) - officiellement créée le 26 mai 1948 par l'ordonnance n°6 du gouvernement israélien présidé par David BEN GOURION et faisant l'amalgame des anciens combattants de la Haganah, du Palmach, de l'Irgoun et du Lehi (groupe Stern ) - et la Légion arabe, formée de militaires jordaniens, le royaume hachémite de Jordanie ayant été créé en mars 1946. Le gouvernement israélien et des donateurs de Hadassah recréent alors l'hôpital Hadassah dans la partie Ouest de Jérusalem, où le personnel de l'hôpital d'origine est transféré : est fondé alors le nouveau Centre médical Hadassah où, plus tard, l'artiste Marc Chagall décorera une partie de la  synagogue, présente au sein de ce groupe hospitalier.
L'hôpital Hadassah du mont Scopus rouvre après la guerre des Six Jours, après que le mont Scopus et tout Jérusalem-Est soient conquis dès le 7 juin 1967 en fin de matinée par les parachutistes israéliens de la 55e brigade d'infanterie, commandée par le général Uzi Narkiss, ancien colonel, attaché militaire au sein de l'ambassade d'Israël à Paris, ancien élève de l’École Supérieure de Guerre de Paris, ancien premier directeur en 1965 de l'Israël College of Defense, équivalent en Israël de l' Ecole supérieure de Guerre française.
À l'occasion du 60e anniversaire du massacre du 13 avril 1948, la municipalité de Jérusalem décida de donner à une voie de Jérusalem le nom de Hayim Chassky Rehov, en l'honneur du médecin, directeur de l'hôpital du mont Scopus, tué lors de l'attaque du convoi.